# Eberhard Rolinck
Eberhard Rolinck (* 24. August 1937 in Münster) ist ein deutscher römisch-katholischer Theologe.

## Leben
Rolinck studierte römisch-katholische Theologie. Er war als Hochschullehrer für Katholische Theologie an der Universität Münster bis 2002 tätig. 2009 gehörte er zu den Professoren, die die „Erklärung zur Rücknahme des Exkommunikationsdekrets gegen die Bischöfe der Priesterbruderschaft St. Pius X. und zu den Äußerungen von Bischof Williamson“ unterzeichneten.

## Werke (Auswahl)
- Geschichte und Reich Gottes, München, Paderborn, Wien : Schöningh, Paderborn 1976.
- Humanismus statt Religion? Heinz Robert Schlette, Patmos-Verlag, Düsseldorf 1970.